# Pheosiopsis gilda
Pheosiopsis gilda är en fjärilsart som beskrevs av Alexander Schintlmeister 1997. Pheosiopsis gilda ingår i släktet Pheosiopsis och familjen tandspinnare. Inga underarter finns listade i Catalogue of Life.